# Smolniki (powiat starogardzki)
Smolniki – wieś kociewska w Polsce położona w województwie pomorskim, w powiecie starogardzkim, w gminie Lubichowo na północnowschodnim skraju obszaru Borów Tucholskich. Wieś jest siedzibą sołectwa Smolniki w którego skład wchodzi również Ziemianek.
| SIMC    | Nazwa     | Rodzaj    |
| ------- | --------- | --------- |
| 0166700 | Ziemianek | część wsi |

Położona jest na wielkiej leśnej polanie nad niewielkim jeziorem otoczonym gospodarstwami i działkami rekreacyjnymi. Do wsi prowadzi przez las nieutwardzona leśna droga.
W latach 1975–1998 miejscowość należała administracyjnie do województwa gdańskiego.